# Lupercalia Fossa
La Lupercalia Fossa è una struttura geologica della superficie di 4 Vesta.